# Агаев, Омар Агаджангир оглы
Омар Агаджангир оглы Агаев (азерб. Ömər Ağacahangir oğlu Ağayev; 1 января 1928, Ленинабад, Маразинский район — 1 октября 2017, Баку) — советский азербайджанский машиностроитель, Герой Социалистического Труда (1974).

## Биография
Родился 1 января 1928 года в селе Ленинабад Маразинского района Азербайджанской ССР (ныне село Текля Гобустанского района).
Начал трудовую деятельность в 1944 году. С 1952 — рабочий, с 1960 — бригадир пропитчиков цеха № 2 Бакинского электромашиностроительного завода имени 50-летия Комсомола Азербайджана.
Омар Агаев проявил себя на работе умелым рабочим, регулярно перевыполняющим планы. Бригада пропитчиков цеха № 2 под руководством Омара Агаева выполнила план девятой пятилетки за 2 года и 10 месяцев, пропитав и высушив 1200 двигательных пакетов вместо плановых 700 пакетов. В 1975 году бригада доложила о выполнении двух пятилетних планов за период девятой пятилетки.
Указом Президиума Верховного Совета СССР от 3 января 1974 года за выдающиеся успехи в выполнении и перевыполнении планов 1973 года и принятых социалистических обязательств Агаеву Омару Агаджангир оглы присвоено звание Героя Социалистического Труда с вручением ордена Ленина и золотой медали «Серп и Молот».
Активно участвовал в общественно-политической жизни страны. Делегат XXII и XXV съездов КПСС, XXVII, XXVIII и XXX съездов КП Азербайджана. Член ЦК КП Азербайджана. Один из заседателей Верховного Суда СССР. В последние годы жизни — председатель Совета ветеранов войны и труда Сабаильского района Баку.
С 2002 года — президентский пенсионер.
Умер 1 октября 2017 года в городе Баку.